# Полуостров Брюса

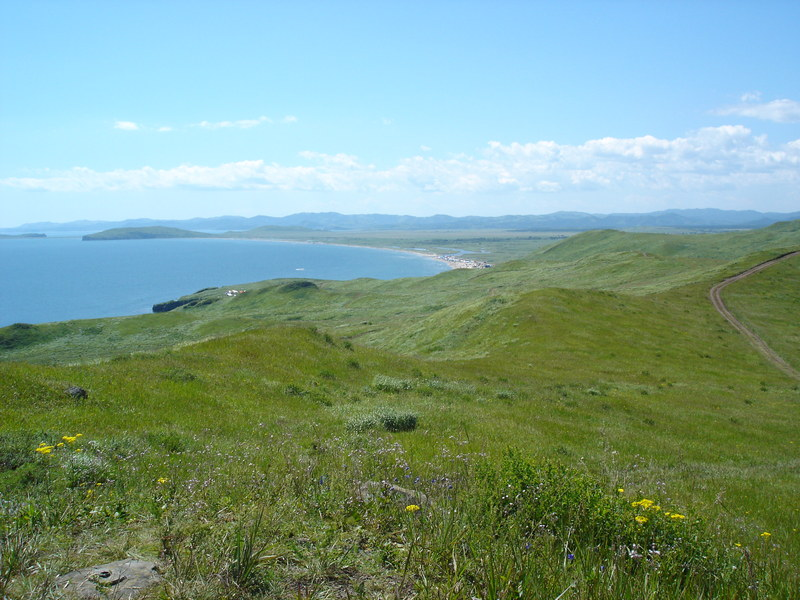
Вид с мыса Чирок

Полуо́стров Брю́са — полуостровов в Приморье.
Полуостров Брюса находится на западном побережье Амурского залива и разделяет Славянский залив и бухту Баклан. На полуострове находится мыс Брюса (самая восточная точка полуострова), на котором расположен маяк Бюссе. Также на полуострове находится мыс Чирок (южнее мыса Брюса) и мыс Славянка (на побережье севернее мыса Брюса). В северную часть полуострова вдаётся бухта Нерпа, в южную губа Чирок. На полуострове много небольших ручьёв.
Рельеф полуострова преимущественно горный. Высочайшая точка 177 м. Берег крутой, обрывистый, скалистый. В море близ полуострова много подводных и надводных камней.
Рядом с полуостровом глубины моря до 35 м. На южном побережье в 2,5 км от берега расположен остров Антипенко.
На полуострове располагаются населённые пункты Славянка, База Круглая и Маяк Бюссе.
Полуостров используется в рекреационных целях.

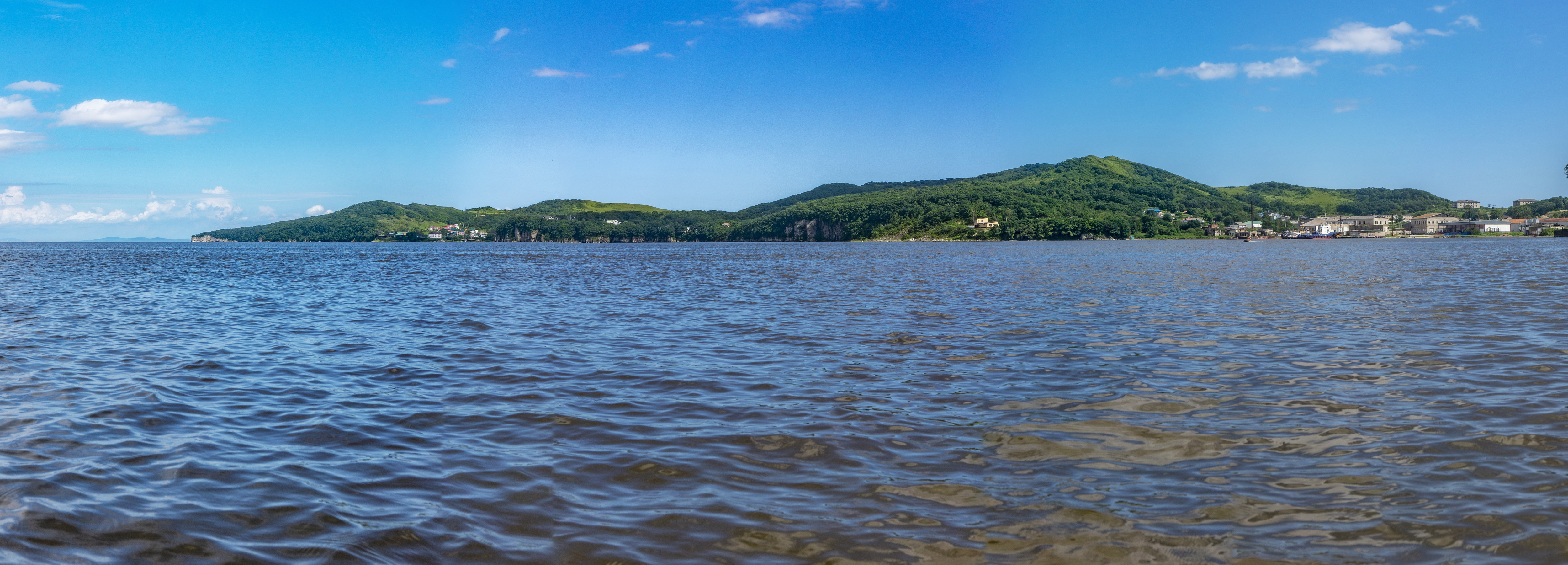
Полуостров Брюса и бухта Нерпа.

## Этимология
Впервые описан английскими военными с кораблей «Барракуда» и «Винчестер» в 1855 году. Через 7 лет в 1862 году повторно описан экспедицией В. М. Бабкина. В честь кого назван полуостров доподлинно неизвестно, однако это имя нанесено и на русскую карту 1865 года, и на английскую 1868 года. Известны предположения о увековечивании памяти английского адмирала Брюса (в 1855 командовал эскадрой, посетившей Петропавловск) и сподвижника Петра I Я. В. Брюса. В начале XX века полуостров, как и мыс, именовался Славянским.